# 상대 콤팩트 집합
일반위상수학에서, 위상 공간의 상대 콤팩트 집합(相對compact集合, 영어: relatively compact set)은 그 폐포가 콤팩트 공간인 부분집합이다.

## 성질
콤팩트 공간의 닫힌 부분공간은 콤팩트하므로, 콤팩트 공간의 모든 부분공간은 상대 콤팩트하다.
거리화 가능 공간 {\displaystyle X}의 부분 집합 {\displaystyle Y}가 상대 콤팩트할 필요충분조건은 {\displaystyle Y} 속의 모든 점렬이 {\displaystyle X} 속에서 수렴하는지 여부다. 이는 거리화 가능 공간의 경우 콤팩트 공간의 개념이 점렬 콤팩트 공간의 개념과 일치하기 때문이다.

## 같이 보기
- 완전 유계 공간